# Sébastien Cauet

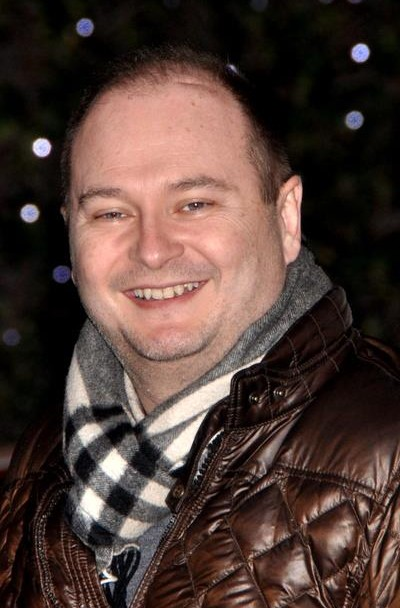
Sébastien Cauet

Sébastien Cauet (* 28. April 1972 in Saint-Quentin) ist ein französischer Showmaster, Entertainer, Moderator und Musiker.

## Leben
Sébastien Cauet begann seine Karriere als Radiomoderator mit 13 Jahren beim Pariser Lokalsender RCF. Nach mehreren Engagements bei kleineren Radiosendern gelang ihm 1992 der Wechsel zum landesweiten Privatsender M40, dem heutigen französischen Radiosender RTL2. Dort moderierte er die Nachtschiene von 0:00 Uhr bis 6:00 Uhr. Ab 1993 arbeitete er als Moderator von Fun Radio. Zunächst erhielt er eine Sendung am Nachmittag, später übernahm er das Nachtprogramm. Dort lernte er Miko kennen, einen Zuhörer und späteren Weggefährten. Zusätzlich erhielt er vom Fernsehsender M6 die Sendung Allo Cauet, welche ein Jahr produziert wurde. 1996 wechselte er zu Skyrock. Anfangs moderierte erneut nachmittags, später jedoch die Morningshow. 1998 wechselte er zu NRJ, wo er erneut am Nachmittag moderierte. 1999 wurde er Programmdirektor der Radiosender Rire et Chansons und NRJ. 2000 wechselte er in der Funktion des Programmdirektors zu Europe 2. 2001 arbeitete er wieder als Moderator und moderierte die Morningshow von 6:00 Uhr bis 9:00 Uhr. Dort lernte er Cécile de Menibus und Cartman kennen. Aufgrund des Erfolges wurde die Sendung von 6:00 Uhr bis 10:00 Uhr ausgeweitet. Die jeweilige Freitagssendung mit Publikum wurde ebenfalls vom Fernsehsender MCM unter dem Namen Cauetivi ausgestrahlt. 2003 startete Cauet seine Fernsehsendung La méthode Cauet, welche seitdem donnerstagabends auf TF1 ausgestrahlt wird und mehrmals Marktanteile von über 40 % erreichte. 2004 verließ er Europe 2 und kehrte zu seinem früheren Arbeitgeber Fun Radio zurück. Die Freitagssendung wird seitdem im französischen Fernsehen von TF6 und im belgischen Fernsehen von Plug TV übertragen. Seit dem 21. Mai 2007 wird auch seine tägliche Radioshow unter dem Titel Cauet, c’est que du fun von TF6 ausgestrahlt.
Seit dem 23. August 2010 moderiert Cauet wieder bei NRJ France von 21.00 Uhr bis Mitternacht.